# Berta Švábská

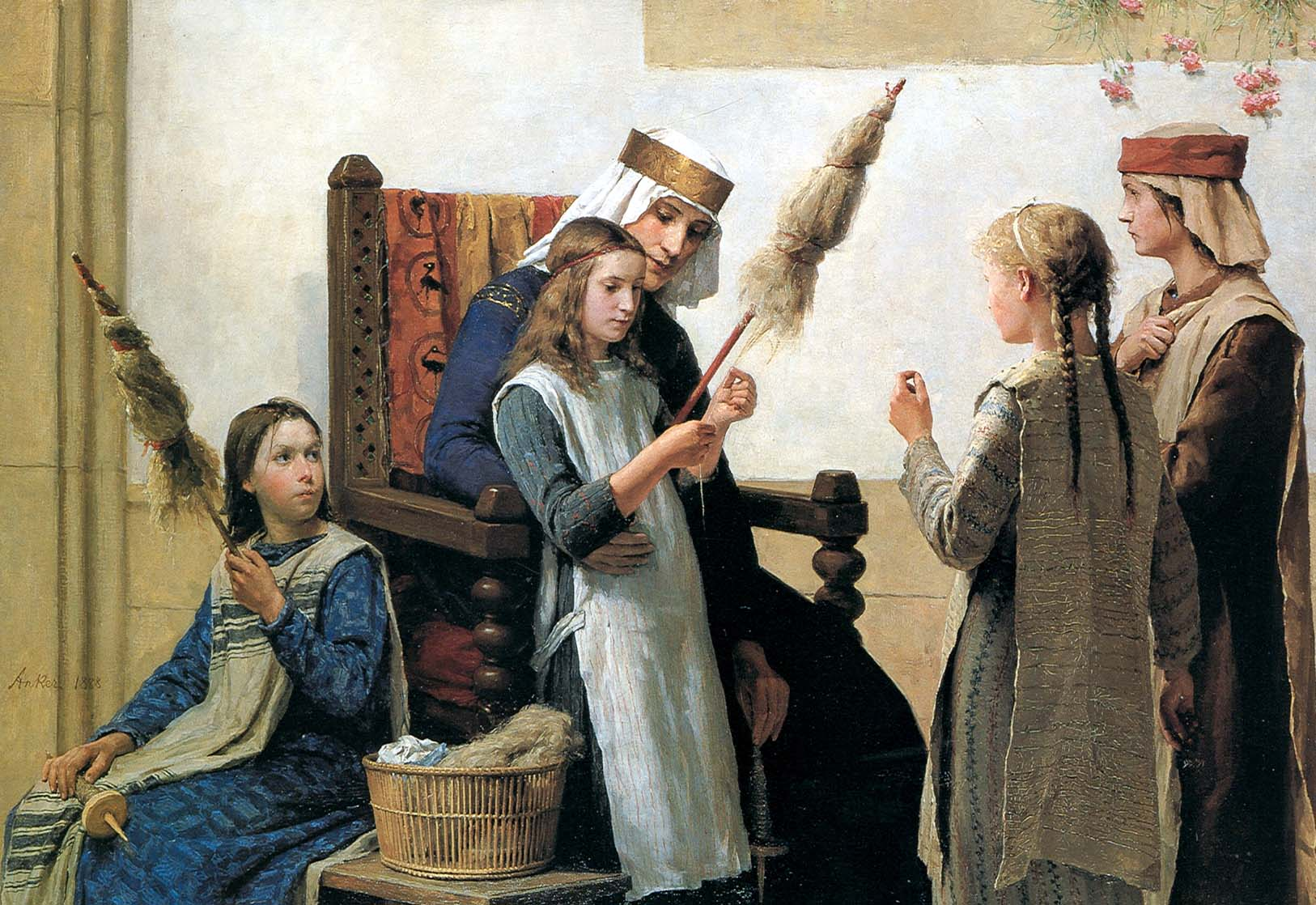
Berta Švábská (malba 1988)

Berta Švábská (francouzsky: Berthe; německy: Berta; 907? – po 2. lednu 966) byla burgundská a později italská královna, dcera Burcharda II. Švábského a jeho manželky Regelindy.
V roce 922 se vdala za Rudolfa Burgundského, což bylo gestem usmíření mezi Burgundskem a Švábskem, které měly spory o východní, respektive západní hranici. Jejich dcerou byla Adéla Burgundská, pozdější římskoněmecká císařovna a italská královna, a synem Konrád III. Burgundský, který se stal otcovým následníkem coby burgundský král.
Rudolf zemřel v roce 937. 12. prosince toho roku se Berta vdala podruhé, za italského krále Huga z Arles. Manželství bylo nešťastné, po jeho smrti, o deset let později, v roce 947, strávila Berta zbytek života na sever od Alp a informace o ní jsou nejisté. Je pohřbena v klášterním kostele ve švýcarském Payerne (kanton Vaud), který byl založen z darů její dcery Adély.

## Potomstvo
Mezi potomky Berty a Rudolfa patřili:
- Adéla Italská, která se stala císařovnou Svaté říše římské a manželkou císaře Oty I.[1]
- Konrád se po smrti svého otce v roce 937 stal burgundským králem[2]